# Кипту, Марк
Марк Косгеи Кипту — кенийский легкоатлет, который специализировался в беге на 5000 метров. В настоящее время выступает в марафоне. Чемпион Африки 2012 года с результатом 13.22,38.

## Достижения
Серебряный призёр World 10K Bangalore 2009 года. Чемпион мира по кроссу 2009 года в командном первенстве. Бронзовый призёр Игр Содружества 2010 года. Победитель этапа Бриллиантовой лиги DN Galan 2010 года с личным рекордом — 12.53,46. Бронзовый призёр пробега Parelloop 2011 года.
27 октября 2013 года занял 2-е место на Франкфуртском марафоне с результатом 2:06.16. Этот марафон был для него дебютным, на котором он проиграл всего 1 секунду своему соотечественнику Винсенту Кипруто.
В 2014 году выступил на 2-х марафонах. 6 апреля занял 9-е место на Парижском марафоне — 2:13.59. 26 октября стал победителем Франкфуртского марафона — 2:06.49.
12 апреля финишировал на 2-м месте на Роттердамском марафоне — 2:07.21.